# Komisariat Straży Granicznej „Zbąszyń”

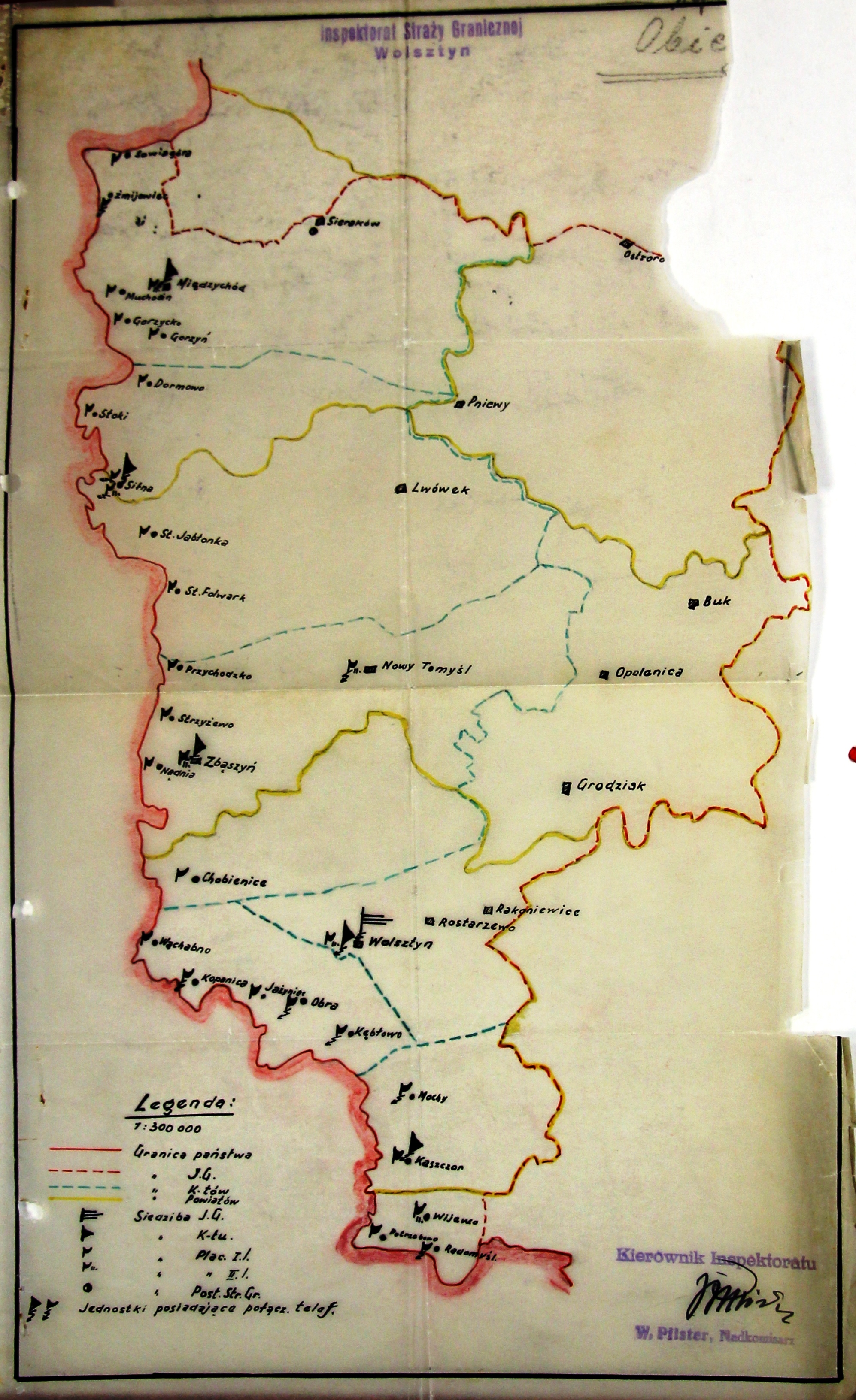
Szkic Inspektoratu Granicznego „Wolsztyn”

Komisariat Straży Granicznej „Zbąszyń” – jednostka organizacyjna Straży Granicznej pełniąca służbę ochronną na granicy polsko-niemieckiej w latach 1928–1939.

## Geneza
Na wniosek Ministerstwa Skarbu, uchwałą z 10 marca 1920 roku, powołano do życia Straż Celną. Od połowy 1921 roku jednostki Straży Celnej rozpoczęły przejmowanie odcinków granicy od pododdziałów Batalionów Celnych. Proces tworzenia Straży Celnej trwał do końca 1922 roku. Komisariat Straży Celnej „Zbąszyń”, wraz ze swoimi placówkami granicznymi, wszedł w podporządkowanie Inspektoratu Straży Celnej „Międzychód”.
W drugiej połowie 1927 roku przystąpiono do gruntownej reorganizacji Straży Celnej. W praktyce skutkowało to rozwiązaniem tej formacji granicznej.
Rozkazem nr 3 z 25 kwietnia 1928 roku w sprawie organizacji Wielkopolskiego Inspektoratu Okręgowego dowódca Straży Granicznej gen. bryg. Stefan Pasławski powołał komisariat Straży Granicznej „Zbąszyń”, który przejął ochronę granicy od rozwiązywanego komisariatu Straży Celnej.

## Formowanie i zmiany organizacyjne
Rozporządzeniem Prezydenta Rzeczypospolitej Polskiej Ignacego Mościckiego z 22 marca 1928 roku, do ochrony północnej, zachodniej i południowej granicy państwa, a w szczególności do ich ochrony celnej, powoływano z dniem 2 kwietnia 1928 roku Straż Graniczną.
Rozkazem nr 3 z 25 kwietnia 1928 roku w sprawie organizacji Wielkopolskiego Inspektoratu Okręgowego dowódca Straży Granicznej gen. bryg. Stefan Pasławski przydzielił komisariat „Zbąszyń” do Inspektoratu Granicznego nr 10 „Opalenica” i określił jego strukturę organizacyjną.
Już 15 września 1928 dowódca Straży Granicznej rozkazem nr 7 w sprawie zmian dyslokacji Wielkopolskiego Inspektoratu Okręgowego podpisanym w zastępstwie przez mjr. Wacława Szpilczyńskiego zmieniał organizację komisariatu i ustalał zasięg placówek.
Rozkazem nr 11 z 9 stycznia 1930 roku reorganizacji Wielkopolskiego Inspektoratu Okręgowego komendant Straży Granicznej płk Jan Jur-Gorzechowski ustalił numer i nową organizację komisariatu.
Rozkazem nr 1 z 25 lutego 1932 roku w sprawach organizacyjnych komendant Straży Granicznej płk Jan Jur-Gorzechowski przeniósł placówkę „Grójec” do Chobienic.

## Służba graniczna
W 1936 roku mieścił się w Zbąszyniu przy ulicy Zbąskich 2. Komisariat posiadał telefon (nr 63). Ochraniał odcinek długości 32,5 km od kamienia granicznego G 215 do kamienia granicznego G 389.
Na terenie podległym komisariatowi znajdowały się dwa przejścia graniczne. Drogowe w miejscowości Zbąszyń – Rogatka przy znaku granicznym nr 257 przy szosie Zbąszyń – Dąbrówka Wielkopolska oraz kolejowe, zlokalizowane na miejscowym dworcu PKP.
Działało jeszcze dziesięć przejść gospodarczych: przy kamieniu granicznym G 265/5, przy kamieniu granicznym G 265, przy kamieniu granicznym G 273, przy kamieniu granicznym G 291/3, przy kamieniu granicznym G 298, przy kamieniu granicznym G 301, przy kamieniu granicznym G 329/30, przy kamieniu granicznym G 340/41, przy kamieniu granicznym G 349/50 i przy kamieniu granicznym G 356.
Oprócz nich na terenie działało jeszcze dziesięć przejść międzypaństwowych:
- droga polna przy torze kolejowym Zbąszyń – Zbąszynek przy kamieniu granicznym G. 265;
- szosa Nądnia – Chlastawa przy kamieniu granicznym G. 273;
- droga polna Nądnia – Babimost przy kamieniu granicznym G. 291/3;
- droga polna Nądnia – folwark Dąbrowa przy kamieniu granicznym G. 298;
- szosa Nądnia – Nowa Wieś Zbąska (Pałac)25 przy kamieniu granicznym G. 301;
- szosa Nowa Wieś Zbąska – Nowa Wieś Zbąska (Pałac) przy kamieniu granicznym G. 329/30;
- droga polna Nowa Wieś Zbąska – Kosieczyn przy kamieniu granicznym G. 340/41;
- droga polna Nowa Wieś Zbąska – Podmokle przy kamieniu granicznym G. 349/50;
- droga polna Nowa Wieś Zbąska – Podmokle przy kamieniu granicznym G. 35626

Wszystkie otwarte były w porze letniej dla ruchu gospodarczego tylko w dni powszednie, tj. w porze letniej od godz. 600 do 2000 i w porze
zimowej od godz. 700 do 1800 27
Wydarzenia
- 23 kwietnia 1936 roku na przejściu granicznym Zbąszyń – Rogatka, w obecności starosty nowotomyskiego wydano władzom niemieckim 9 osób, natomiast ze strony niemieckiej przyjęto 12 osób. Wśród nich znajdował się as polskiego wywiadu, major Jerzy Sosnowski[17].

- 28 października 1938 o 20.30 przy szosie Zbąszyń – Rogatka przekroczyła granicę 654 osobowa grupa. Zarządzony został alarm komisariatu SG w Zbąszyniu i grupę cofnięto do linii granicznej. Około 21.00 kolejna grupa około 300 osób przekroczyła granicę obok toru kolejowego. Kolejne grupy napływały na terytorium Rzeczypospolitej szosą Chlastawa – Nądnia i torem kolejowym Zbąszyń – Neu Bentschen. Była to zorganizowana akcja niemieckiej policji, która to w sposób nieprawny deportowała obywateli narodowości żydowskiej z terytorium Niemiec. Obok policji i straży granicznej w akcji wyrzucana Żydów wzięła kompania wojska, która bagnetami nasadzonymi na karabiny zmuszała opornych do przejścia na teren Polski. W ciągu 28 i 29 października na odcinku zbąszyńskim wydalono do Polski 6074 osoby[18] .

Sąsiednie komisariaty
- komisariat Straży Granicznej „Świechocin” ⇔ komisariat Straży Granicznej „Wolsztyn” – 1928
- komisariat Straży Granicznej „Silna” ⇔ komisariat Straży Granicznej „Wolsztyn” – styczeń 1930

## Działania komisariatu w 1939
16 lipca około 19.30 żołnierz plutonu wzmocnienia „Zbąszyń” starszy strzelec Jan Basiński zatrzymał w odległości około kilometra od granicy żołnierza niemieckiego na rowerze. Uciekiniera niezwłocznie odstawiono do Bydgoszczy, do dyspozycji szefa tamtejszej Ekspozytury nr 3 Oddziału II Sztabu Głównego. W ostatnich dniach sierpnia zaczęła się ewakuacja miasta. Od 25 sierpnia Niemcy przerwały komunikację międzynarodową. 1 września już około 2.00 naruszona została granica w rejonie Zbąszynia. Most kolejowy nie został wysadzony, gdyż dyżurujący saper został zabity przez dywersantów. O świcie oddziały 12 Grupy Grenzschutzu opanowały most na Obrze w Trzcielu oraz most kolejowy w Zbąszyniu i zajęły Kopanicę i Zbąszyń. Rankiem pododdziały SG silnym kontratakiem odbiły miasto. Nie czekając na nadejście większych sił nieprzyjaciela, strażnicy wraz z ochotniczym plutonem wsparcia sierż. Błocha wycofali się w kierunku Nowego Tomyśla.

## Funkcjonariusze komisariatu
| Kierownicy/komendanci komisariatu | Kierownicy/komendanci komisariatu | Kierownicy/komendanci komisariatu | Kierownicy/komendanci komisariatu |
| stopień                           | imię i nazwisko                   | okres pełnienia służby            | kolejne stanowisko                |
| --------------------------------- | --------------------------------- | --------------------------------- | --------------------------------- |
| komisarz                          | Franciszek Szulc                  |                                   |                                   |
| komisarz                          | Witalis Wołosiewicz               | był w 1932 –                      |                                   |
| komisarz                          | Stanisław Szymiczek               |                                   |                                   |
| komisarz                          | Artur Tarnawiecki                 |                                   |                                   |
| komisarz                          | Władysław Przybylski              | 1937 – 1938                       |                                   |
| podkomisarz                       | Franciszek Kotapski               | 1 III 1939 – VI 1939              | zamordowany w 1940 w Charkowie    |
| podkomisarz                       | Zdzisław Luzak                    | 18 VI 1939 – 20 VI 1939           | komisariat „Orłowa”               |
| podkomisarz                       | Stanisław Roganowicz              | 20 VI 1939 – IX 1939              | zamordowany w 1940 w Katyniu      |
| Zastępcy komendanta komisariatu   |                                   |                                   |                                   |
| starszy strażnik                  | Karol Pohorski                    | 1 V 1939 –                        |                                   |

## Struktura organizacyjna
Organizacja komisariatu w marcu 1928:
- komenda – Zbąszyń
- placówka Straży Granicznej I linii „Stary Trzciel”
- placówka Straży Granicznej I linii „Strzyżewo”
- placówka Straży Granicznej I linii „Rajewo”
- placówka Straży Granicznej I linii „Grójec Wielki”
- placówka Straży Granicznej II linii „Zbąszyń”

Organizacja komisariatu we wrześniu 1928:
- placówka Straży Granicznej I linii „Stary Folwark”
- placówka Straży Granicznej I linii „Strzyżewo”
- placówka Straży Granicznej I linii „Nadnia”
- placówka Straży Granicznej I linii „Grójec Wielki”
- placówka Straży Granicznej II linii „Zbąszyń”

Organizacja komisariatu w styczniu 1930:
- 3/10 komenda – Zbąszyń
- placówka Straży Granicznej I linii „Strzyżewo”
- placówka Straży Granicznej I linii „Nadnia”
- placówka Straży Granicznej I linii „Grójec Wielki” → w 1932 przeniesiona do Chobienic
- placówka Straży Granicznej I linii „Wąchabno”
- placówka Straży Granicznej II linii „Zbąszyń” ul. 17 stycznia 8
- placówka Straży Granicznej II linii „Nowy Tomyśl” ul. Sienkiewicza 227

Organizacja komisariatu w 1936:
- komenda – Zbąszyń
- placówka Straży Granicznej I linii „Przychodzko”
- placówka Straży Granicznej I linii „Strzyżewo”
- placówka Straży Granicznej I linii „Nądnia”
- placówka Straży Granicznej I linii „Chobienice”
- placówka Straży Granicznej II linii „Zbąszyń”
- placówka Straży Granicznej II linii „Nowy Tomyśl”